# Coenraad Jacob Temminck
Coenraad Jacob Temminck (Amsterdã, 31 de Março de 1778 – Lisse, 30 de Janeiro de 1858) foi um naturalista dos Países Baixos, com um interesse especial por aves.

## Vida
De seu pai, Jacob Temminck, era tesoureiro da Companhia Holandesa das Índias Orientais com ligações com vários viajantes e colecionadores, ele herdou uma grande coleção de espécimes de pássaros. Seu pai era um bom amigo de François Levaillant, que também orientou Coenraad.
O Manual de Ornitologia de Temminck, ou Tabela Sistemática de Pássaros Encontrados na Europa (1815) foi o trabalho padrão sobre pássaros europeus por muitos anos. Ele também foi o autor de Histoire naturelle generale des Pigeons et des Gallinaceae (1813–1817), Nouveau Recueil de Planches coloriées d'Oiseaux (1820–1839), e contribuiu para as seções de mamíferos da fauna japonesa de Philipp Franz von Siebold (1844-1850).
Temminck foi o primeiro diretor do Museu Nacional de História Natural em Leiden de 1820. Em 1824, foi eleito para a American Philosophical Society. Em 1831, foi eleito membro estrangeiro da Real Academia Sueca de Ciências. Em 1836 tornou-se membro do Royal Institute, antecessor da Academia Real das Artes e Ciências dos Países Baixos.

## Trabalho
Temminck, em colaboração com Heinrich Kuhl, é o autor de descrições de papagaios, incluindo a rosela Platycercus icterotis. Um mutante sem cauda de um galo da selva Gallus lafayettii foi descrito em 1807 por Temminck, que em 1868 o naturalista inglês Charles Darwin negou incorretamente a existência. Outra selva fowl, descrita em 1813 por Temminck como Gallus giganteus era, ele acreditava, uma das seis espécies selvagens ancestrais de aves domésticas; Darwin, no entanto, demonstrou que este último tem uma origem única (monofilética).
Em 1850 Temminck e Hermann Schlegel publicaram como parte da Fauna Japonica [en], uma série de monografias [en] sobre a zoologia japonesa, uma descrição com base no material de Philipp Franz von Siebold e Heinrich Burger sobre quatro espécimes que posteriormente viriam a ser classificados como Narke japonica.

## Lista parcial de publicações
- Las Posesiones holandesas en el Archipiélago de la India. Manille 1855.
- Esquisses zoologiques sur la côte de Guinée... 1e partie, les mammifères. Brill, Leyde 1853.
- Coup-d'œil général sur les possessions néerlandaises dans l'Inde archipélagique. Arnz, Leyde 1846–49.
- Nouveau recueil de planches coloriées d'oiseaux. Levrault, Paris 1838.
- Monographies de mammalogie. Dufour & d'Ocagne, Paris, Leyde 1827–41.
- Atlas des oiseaux d'Europe, pour servir de complément au Manuel d'ornithologie de M. Temminck. Belin, Paris 1826–42.
- Nouveau recueil de planches coloriées d'oiseaux, pour servir de suite et de complément aux planches enluminées de Buffon. Dufour & d'Ocagne, Paris 1821.
- Observations sur la classification méthodique des oiseaux et remarques sur l'analyse d'une nouvelle ornithologie élémentaire. Dufour, Amsterdam, Paris 1817.
- Manuel d'ornithologie ou Tableau systématique des oiseaux qui se trouvent en Europe. Sepps & Dufour, Amsterdam, Paris 1815–40.
- Histoire naturelle générale des pigeons et des gallinacés. Sepps, Amsterdam 1808–15.
- Catalogue systématique du cabinet d’ornithologie et de la collection de quadrumanes, avec une courte description des oiseaux non-décrits. Sepps, Amsterdam 1807.